# Алън Шепърд
Алън Бартлет Шепърд (на английски: Alan Bartlett Shepard) е американски астронавт, който през 1961 г. става първият американец (и вторият човек), пътувал в Космоса. Десет години по-късно, той става и петият човек стъпил на Луната, като командир на Аполо 14.

## Биография
Алън Шепърд е роден на 18 ноември 1923 г. в Дери (Ню Хампшър).
- 1941 – завършва морския колеж „Академия адмирал Фарагут“ (на английски: Admiral Farragut Academy).
- 1944 – получава диплома за бакалавър по естествени науки във Военноморската академия на САЩ в Анаполис.
- 1962 – удостоен със званието магистър по изкуствата в Дартмутския колеж.
- 1971 – получава степен доктор по естествени науки в Университета в Маями (на английски: Miami University) (Оксфорд, Охайо).
- 1972 – получава степента доктор по хуманитарни науки от Франклин Пирс колеж (на английски: Franklin Pierce College).

Освен това през 1951 г. Алън Шепард се обучава в училището за морски летци изпитатели в Patuxent River, а през 1957 г. завършва Военноморския колеж в Нюпорт, щата Роуд Айлънд.

## Кариера на астронавт
През 1959 г. Алън Шепърд е един от 110-те тестови пилоти, поканени за доброволци в американската програма за пилотирани космически полети Меркюри. След серия от изтощителни физически и психически тестове той става един от първите седем астронавти на НАСА по програмата Меркюри.
През януари 1961 г. Шепърд е избран за участие в първия американски пилотиран полет в космоса. Въпреки че полетът е насрочен първоначално за октомври 1960 г., поради непредвидени подготвителни работи той е отложен няколко пъти – за 6 март 1961 г. и окончателно за 5 май 1961 г. На 12 април 1961 г. съветският космонавт Юрий Гагарин извършва първият полет на човек в космоса, около Земята.

### Първи полет
На 5 май 1961 г. ракетата носител „Редстоун 3“ извежда космическия кораб капсула „Меркурий 3“ („Фрийдъм 7“) на балистична траектория за суборбитален космически полет. Капсулата достига на височина приблизително 186,5 километра и каца във водите на Атлантическия океан на 486 километра от точката на старта. За разлика от Гагарин, чийто полет е напълно автоматичен, Шепърд има известен контрол над „Фрийдъм 7“ – може да определя положението на апарата например. Изстрелването на ракетата се наблюдава на живо по телевизията от милиони зрители.
Малко преди старта на „Редстоун“ Шепърд си казва следните думи: „Не се прецаквай, Шепърд...“ („Don't fuck up, Shepard...“) Този думи впоследствие са цитирани като: „Мили Боже, моля те, не ме оставяй да се прецакам“ (на английски: Please, dear God, don't let me fuck up), но Шепърд съобщава, че това е погрешен цитат. Въпреки това последният цитат става известен сред пилотите като „Молитвата на Шепърд“ (на анлг. шепърд – овчар).
След изпълнението на полета Шепърд се готви като дубльор на Гордън Купър за полета на „Меркурий-Атлас 9“. Следващият полет на Шепърд трябвало да е тридневният полет „Меркурий-Атлас 10“ („Фрийдъм 7-II“), насрочен за октомври 1963 г., но на 13 юни 1963 г. той е отменен.
След отменения полет Шепърд е избран за командир и пилот на първия пилотиран полет по новата космическа програма „Джемини“. Втори пилот е трябвало да бъде Томас Стафорд. Алън започва тренировки, но в началото на 1964 г. лекарите му намират възпаление на средното ухо, заради което е отстранен от полети практически до края на 60-те години на ХХ век. Мястото на планирания екипаж на Джемини 3 заемат Върджил Грисъм и Джон Йънг.
След успешна операция на ухото и възстановяване на летателния си статус през май 1969, Шепърд се връща към активна подготовка за нови полети. Той е определен за командир на Аполо 13, но тъй като чувства, че има нужда от повече тренировки, заедно с екипажа си е разменен с екипажа на Аполо 14.

### Втори полет
На възраст 47 години, по това време е най-възрастният астронавт на НАСА, Алън Шепърд изпълнява своя втори космически полет като командир на екипажа на „Аполо 14“, която става третата успешна американска експедиция на Луната (31 януари – 9 февруари 1971 г.). Алън Шепърд е най-възрастният астронавт, стъпил на лунната повърхност.
| Космически полети на Алън Шепърд                                 | Космически полети на Алън Шепърд | Космически полети на Алън Шепърд | Космически полети на Алън Шепърд | Космически полети на Алън Шепърд | Космически полети на Алън Шепърд | Космически полети на Алън Шепърд |
| №                                                                | Дата                             | КК                               | Емблема на мисията               | Функции                          | Продължителност                  |                                  |
| ---------------------------------------------------------------- | -------------------------------- | -------------------------------- | -------------------------------- | -------------------------------- | -------------------------------- | -------------------------------- |
| 1                                                                | 5 май 1961                       | „Мъркюри 3“                      |                                  | Пилот                            | 15 мин 22 сек.                   |                                  |
| 2                                                                | 31 януари 1971                   | „Аполо 14“                       |                                  | Командир                         | 9 денонощия 0 час 1 мин 58 сек.  |                                  |
| Сумарно време в космоса – 9 денонощия 0 часа 17 минути и 20 сек. |                                  |                                  |                                  |                                  |                                  |                                  |

Има 2 излизания в безвъздушното пространство – по лунната повърхност, с продължителност 9 часа и 23 минути.

## Награди
- На 1 октомври 1978 г., Алън Шепърд е награден от Конгреса на САЩ с Космически медал на честта – най-високото гражданско отличие за изключителни заслуги в областта на аерокосмическите изследвания;
- медал на НАСА „За изключителна служба“;
- медал на НАСА „За изключителни заслуги“ (2);
- почетен медал на Конгреса на САЩ;
- медал на ВМС „За изключителни заслуги“;
- награда Лангли (най-високото отличие на Смитсоновия институт);
- Почетен летателен кръст;
- Златен медал на Ню Йорк (1971) и др.

## След НАСА
Шепърд е назначен от президента Ричард Никсън през юли 1971 г. като делегат на 26-ото Общо събрание на ООН и служи през цялата сесия събрания от септември до декември 1971 г.
Шепърд е първият астронавт, който става милионер, докато все още е в програмите на НАСА. След като напуска, става член на бордовете на много корпорации.
Неговата компания „Седем четиринадесет предприятия“ (по името на корабите, с които е летял – „Фрийдъм 7“ и „Аполо 14“) е била използвана като холдингова компания за различни бизнес дейности.
Заедно с другите астронавти от програмата „Меркурий“ и Бети, вдовицата на Върджил Грисъм, през 1984 г. той основава фондацията „Меркурий Седем“, която предоставя средства на нуждаещи се студенти.
Умира от левкемия на 21 юли 1998 г., на 74-годишна възраст в болницата на гр. Монтерей. След пет седмици почива и неговата съпруга Луиза Шепърд. И двамата били кремирани и пепелта им била разпръсната над морето.